# Castlevania: Portrait of Ruin
Castlevania: Portrait of Ruin é um jogo de plataforma da série Castlevania, desenvolvido e publicado pela Konami para o Nintendo DS. Foi lançado em 16 de novembro de 2006 no Japão, e em 5 de dezembro de 2006 na América do Norte.
O jogo está ambientado na Europa em 1944, durante a Segunda Guerra Mundial, e é a continuação da história de Castlevania: Bloodlines. Ele introduz novos protagonistas e antagonistas à série Castlevania, assim como expande a jogabilidade de dois personagens já apresentada em Castlevania: Dawn of Sorrow.
Portrait of Ruin foi recebido com críticas geralmente positivas, obtendo notas altas de avaliações e várias premiações.

## Jogabilidade
Portrait of Ruin apresenta um estilo de jogabilidade com rolagem lateral 2D. Uma das principais características é que os jogadores podem alternar livremente entre dois personagens, Jonathan e Charlotte, similarmente ao modo "Julius" do Castlevania: Dawn of Sorrow. Jonathan e Charlotte podem combinar seus poderes para performar fortes ataques, e suas habilidades combinadas são necessárias em certas partes do castelo para resolver quebra-cabeças e progredir na história.
Além do castelo de Dracula, os protagonistas exploram outros ambientes, como desertos e cidades, através de pinturas espalhadas pelo castelo. Durante a aventura, os heróis encontram 155 inimigos diferentes, que podem ser monitorados em um bestiário. Enquanto progridem, os protagonistas aprendem novas habilidades e adquirem equipamentos e itens que permitem continuar a exploração do jogo.
Assim como em jogos anteriores da franquia, Portrait of Ruin apresenta finais alternativos, possuindo dois finais diferentes. Ambos os finais envolvem Jonathan e Charlotte prevenindo Dracula de ser ressuscitado, mas apenas um envolve a derrota de Victor Brauner, outro inimigo vampiro, e a "verdadeira" derrota de Dracula. Em certo ponto do jogo, as ações do jogador determinam qual final será obtido. O primeiro final é normalmente referido como "ruim", porque os principais objetivos da história do jogo não são completados; isto é indicado pela tela de Game over apresentada no lugar dos créditos. O segundo final completa estes objetivos, e permite ao jogador explorar mais do castelo e ganhar acesso a mais pinturas, além de ser o final considerado cânone para a série.

### Modos alternativos
Portrait of Ruin apresenta quatro modos alternativos para a história principal, e um modo Boss Rush para ser jogado por um ou dois jogadores. Além de melhorias na vida e poder mágico, itens não podem ser obtidos ou utilizados nos modos extras. Inicialmente, apenas o modo normal está disponível, apresentando os protagonistas Jonathan e Charlotte. Após obter o melhor dos dois finais com Jonathan e Charlotte, o jogador irá destravar um prólogo para a história principal, o modo Sisters, e estágios adicionais no modo Boss Rush. Completar o jogo também dá ao jogador a opção de aumentar a dificuldade, adicionando alguns limites, e iniciando um novo jogo com todos os itens e habilidades obtidos anteriormente. Se o jogador atingir certos requisitos durante o jogo, duas outras versões da história principal são destravadas: o modo Richter e o modo Old Axe Armor.

### Nintendo Wi-Fi
Portrait of Ruin foi o primeiro jogo da franquia a apresentar um modo cooperativo. Entretanto, este é o segundo jogo multi-jogador da série, visto que Dawn of Sorrow foi o primeiro a apresentar esta opção. Jogadores podem interagir através de conexão local ou da Nintendo Wi-Fi Connection.

## Enredo

### Ambientação
Castlevania: Portrait of Ruin se passa no universo fictício da série Castlevania, onde os caçadores de vampiros do clã Belmont travam um conflito sem fim contra o vampiro imortal Dracula. O jogo se passa na Europa, em 1944, durante a Segunda Guerra Mundial e sua história é a continuação da de Castlevania: Bloodlines. Além do castelo, os protagonistas exploram diferentes pinturas que foram criadas pelo vilão chamado Brauner, com essas pinturas agindo como portais para novas áreas, com visuais diferentes do castelo.

### Personagens
Portrait of Ruin introduz Jonathan Morris e Charlotte Aulin à franquia. Jonathan é o atual dono do lendário chicote, Vampire Killer, que foi recebido de seu pai, John Morris, personagem do Castlevania: Bloodlines. Como ele não é um descendente do clã Belmont, não pode destravar o poder completo do chicote sem a assistência de um membro da família Lecarde. Charlotte é uma maga e descendente distante do clã Belnades. O jogo possui os mesmos antagonistas dos jogos anteriores, com Dracula sendo o chefe final, mas adiciona também três novos vilões.
Os novos antagonistas são três vampiros que tomaram o castelo de Dracula. Seu líder é um vampiro ancião chamado Brauner, que recriou o castelo de Dracula usando as almas dos mortos na Segunda Guerra Mundial, para poder utilizar o poder do castelo para destruir a humanidade. Brauner odeia a humanidade porque suas duas filhas foram mortas 30 anos antes, durante a Primeira Guerra Mundial. Brauner pode criar pinturas contendo dimensões paralelas para absorver os poderes do castelo. Ele é auxiliado por duas vampiras gêmeas, Stella e Loretta. Apesar de serem as verdadeiras filhas de Eric Lecarde, foram transformadas por Brauner em vampiras e acreditam que ele é seu pai.
Auxiliando os personagens principais, há o sacerdote Vincent Dorin que atua como vendedor de armas, poções, e magias, assim como um fantasma chamado Wind que fornece novas habilidades e equipamentos que lhe pertenciam enquanto era vivo, desde que os jogadores completem certos objetivos. A identidade de Wind é posteriormente revelada como sendo Eric Lecarde, que lutou ao lado do pai de Jonathan para eliminar Dracula em Bloodlines.

### História
Antes do início do jogo, as irmãs Stella e Loretta viajam para o castelo de Dracula em busca de seu pai, Eric Lecarde. Após atravessar parte do castelo, alcançam o covil de Brauner, onde encontram seu pai derrotado. Vendo as duas irmãs, Brauner as transforma em vampiras. Ao entrar no castelo, Jonathan e Charlotte encontram uma figura enigmática que se apresenta como Wind, que eventualmente assume uma forma humanóide e explica que foi morto pouco tempo atrás, utilizando uma barreira mágica para se manter consciente enquanto estiver dentro da área do castelo.
Jonathan e Charlotte encontram uma das pinturas mágicas de Brauner. Incapazes de destruí-la por fora, ambos viajam para a dimensão paralela contida dentro da pintura. Posteriormente, ao entrar na segunda pintura, encontram Brauner e as gêmeas. Brauner ri da noção de ressuscitar Dracula, já que ele havia falhado múltiplas vezes em controlar a humanidade, mas concorda que seu poder é grande demais para ser ignorado. Ambas as irmãs querem matar os protagonistas, mas Brauner vê a Morte como uma ameaça maior. Continuando a explorar o castelo, os protagonistas encontram a Morte, que pensa que Dracula já havia sido ressuscitado. Quando informada de que Dracula ainda está morto e que outro vampiro controla o castelo, a Morte zomba a ideia de que outra pessoa fosse capaz de fazer isso. Entretanto, ela eventualmente descobre que as afirmações são verdadeiras, e foge para tentar descobrir uma maneira de derrotar Brauner e reviver Dracula.
Jonathan e Charlotte encontram Stella e a derrotam, mas ela foge com sua irmã deixando para trás um medalhão. Ao abrir o medalhão, Charlotte encontra fotos das irmãs com Wind. Ao questionar Wind sobre os novos fatos, ele revela sua verdadeira identidade como sendo Eric Lecarde, e as irmãs como sendo suas verdadeiras filhas. Quando Jonathan e Charlotte chegam na sala do trono de Dracula, encontram-na trancada, e concluem que Brauner está atrasando o retorno de Dracula para absorver o máximo de seu poder.
Após procurar pelo castelo, os protagonistas encontram uma magia que remove maldições e permite que os mortos descansem em paz, utilizando-a durante uma batalha contra as gêmeas e curando as irmãs de seu vampirismo. Isso permite que elas obtenham sua sanidade de volta, se oferecendo para performar um ritual que permitirá que Jonathan utilize o poder completo do Vampire Killer. Após passar em um teste contra as memórias do chicote, Jonathan é avisado para não utilizá-lo demais, visto que o Vampire Killer suga a vida daqueles que não pertencem ao clã Belmont, eventualmente matando o usuário, como aconteceu seu pai. As gêmeas abrem uma passagem que leva a uma sala com a pintura que contém uma dimensão usada por Brauner. As irmãs enfrentam Brauner e o derrotam, confrontando-o sobre seu atos. Ele admite que a justiça não estava ao seu lado, mas se recusa a aceitar que ela estivesse no lado dos heróis. A Morte aparece e mata Brauner, quebrando o selo que trancava a sala do trono, e Jonathan parte com Charlotte para enfrentar Dracula.
Antes de lutarem com Dracula, a Morte aparece e se junta ao seu mestre, atacando os heróis. Durante a batalha, a Morte e Dracula chegam a se unir em uma forma mais poderosa, mas mesmo assim são derrotados. Todos fogem do castelo enquanto ele entra em colapso, observando à distância enquanto as paredes caem.

## Desenvolvimento
Um novo Castlevania foi anunciado para o Nintendo DS em 5 de outubro de 2005. Detalhes do jogo não foram liberados até 21 de abril de 2006, quando a Konami revelou o título e a ambientação na Segunda Guerra Mundial. Em 9 de maio de 2006, o trailer oficial foi mostrado em uma conferência de imprensa da Konami, que demonstrou a transição entre personagens e as combinações das habilidades de Jonathan e Charlotte. Em junho de 2006, uma entrevista com o produtor Koji Igarashi revelou que o jogo iria utilizar a touch screen melhor do que Dawn of Sorrow, mencionando também que ele planejava incorporar jogabilidade cooperativa via WiFi. Mais informações sobre a jogabilidade online foram reveladas na Comic-Con 2006, mas detalhes sobre como seria implementada não foram confirmados. Na Tokyo Game Show de 2006, Igarashi confirmou detalhes sobre os modos WiFi e afirmou que Portrait of Ruin teria um modo cooperativo.
Devido à sólida infraestrutura da Nintendo para o Nintendo DS, Igarashi queria tentar os componentes online, testando possíveis jogabilidades cooperativas para futuros títulos de Castlevania. Igarashi comentou que jogabilidade para dois jogadores seria uma homenagem ao Castlevania III: Dracula's Curse, seu título favorito. O estilo anime da arte de Dawn of Sorrow foi mantido, visto que Igarashi havia escolhido o estilo por apelar para a demografia mais jovem dos consoles portáteis da Nintendo.

## Merchandising
Vários produtos de Portrait of Ruin foram lançados juntos do jogo. No Japão, a Konami lançou um guia de estratégia oficial. Na América do Norte, o guia foi lançado pela publicadora BradyGames. Em celebração ao aniversário de 20 anos da franquia, todos que fizessem pré-ordem de Portrait of Ruin receberiam um pacote com alguns produtos extras, incluindo um CD de música, um pôster da cronologia da série contendo muitos dos personagens e eventos significativos da história, e um livro de artes.

## Recepção
Portrait of Ruin foi recebido com avaliações geralmente positivas e ganhou várias premiações. Game Informer o premiou com Handheld Game of the Month em janeiro de 2007, e o listou como um dos Top 50 Games of 2006. A IGN o premiou com Best Original Score e segundo lugar em Best Adventure Game de 2006. Dracula foi listado como o terceiro melhor vilão de 2006 pela Game Informer, citando a luta final como ponto principal. 1UP.com o listou como Best DS Game em sua lista de melhores jogos da E3 de 2006.
O áudio também foi bem recebido. GameSpot chamou a trilha sonora de "excelente", avaliando-a com nota 9/10. Yahoo! Games avaliou o áudio com nota 4.5/5. Game Informer o chamou de um dos pontos fortes do jogo, apesar de reclamar de Charlotte gritar o nome de seu ataque repetidamente. A IGN afirmou que "a música dramática é suficiente para te arrepiar", apesar de mencionar que a quantidade de vocais foi baixa.
Game Informer elogiou o jogo pelo seu elemento cooperativo, e afirmou que mais jogos deveriam considerar utilizar esta jogabiliadde. GameZone o colocou em 9º lugar na sua lista de melhores jogos Castlevania, com o editor Robert Workman elogiando-o pelas mudanças na série que chegaram sem sacrificar a qualidade.
A jogabilidade recebeu algumas avaliações mistas. GamePro elogiou o componente multijogador, e afirmou que o jogo "não apenas reafirma a grandeza da série, mas também é facilmente um dos melhores jogos portáteis do ano", avaliando-o com nota 4.5/5 em todas as categorias. Eurogamer comentou que a jogabilidade com dois protagonistas era complicada e algumas vezes estranha, comparando-o com seu antecessor e afirmando que Portrait of Ruin desviou de Dawn of Sorrow em termos de jogabilidade. A Game Informer o chamou de "uma das melhores experiências nos jogos", e elogiou a história, ambientação e jogabilidade. Yahoo! Games chamou a jogabilidade de "viciante" e elogiou o uso de dois personagens, mencionando também a jogabilidade online, a ambientação, e a liberdade de jogar com ou sem as funções especiais do Nintendo DS, mas criticou alguns dos diálogos. A IGN afirmou que o jogo não foi "a revelação alucinante que Dawn of Sorrow havia sido", mas elogiou a jogabilidade "sólida" e o considerou uma experiência agradável. GameSpot o considerou um grande jogo porque ele "foi verdadeiro ao design familiar de Castlevania, e entrega uma aventura divertida e longa."
Shutaro Iida, que trabalhou no jogo como programador, citou Portrait of Ruin como seu Castlevania favorito dentre os que ele participou.